# Steinweg-Pfaffenstein
Steinweg-Pfaffenstein ist der Stadtbezirk 03 von Regensburg. Das Gebiet wurde am 1. April 1924 in die Stadt Regensburg eingemeindet.

## Geographie und Geschichte
Steinweg liegt westlich der Einmündung des Regens in die Donau und ist heute durch den Europakanal von Stadtamhof im Süden getrennt. Mit Reinhausen am gegenüberliegenden Regenufer ist Steinweg durch die Reinhausener Brücke verbunden. Eine Brückenverbindung ist hier schon seit 1194 bezeugt. Steinweg lag früher am Vereinigungspunkt der Ausfallstraßen von Regensburg nach Nürnberg und Prag.

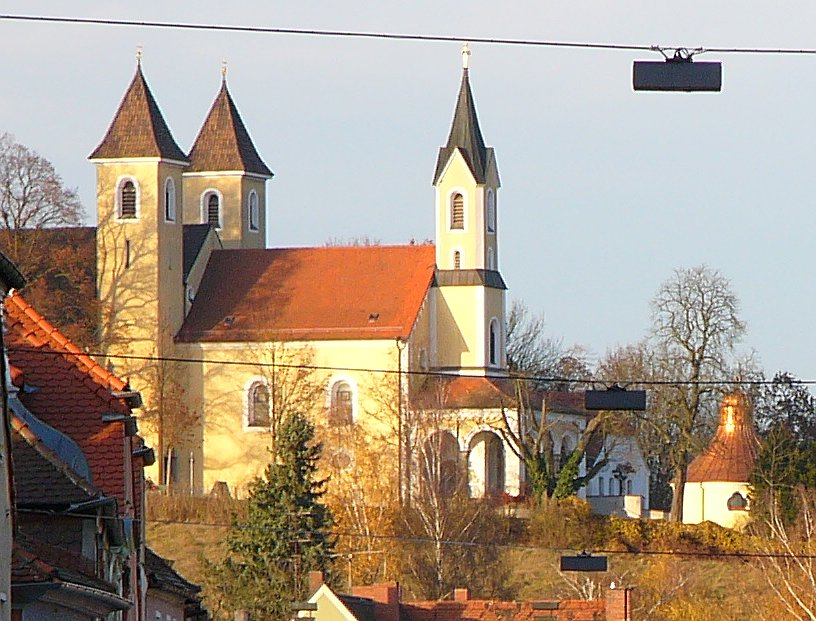
Dreifaltigkeitskirche

Heute ist der Ort durch die breit ausgebaute Frankenstraße und den Europakanal zerteilt. Steinweg wurde 1320 erstmals erwähnt und war ebenso wie die benachbarten Orte Ober-/Niederwinzer-Kager ursprünglich ein Ort, in dem Weinbau betrieben wurde auf den steil ansteigenden Jurafelsen, die im Besitz von Kloster Sankt Emmeram und vom Regensburger Domstift waren.
Überragt wird der Stadtbezirk vom beliebten Spaziergebiet der Winzerer Höhen und dem Dreifaltigkeitsberg, auf den ein Kreuzweg führt. Von dort hat man eine prächtige Aussicht auf das Stadtgebiet. Auf dem Dreifaltigkeitsberg steht seit 1713 die Dreifaltigkeitskirche, die von Stadtamhofer Bürgern errichtet wurde, um ein Ende der Pestepidemie zu bewirken.
Von dieser Anhöhe aus beschoss im Dreißigjährigen Krieg während der Kämpfe um Regensburg die bayerische Artillerie die schwedischen Befestigungsanlagen vor Stadtamhof. Im Verlauf des fünften Koalitionskrieges beschoss die österreichische Artillerie während der Schlacht bei Regensburg die Häuser in Stadtamhof und die Steinerne Brücke, um das Nachrücken der Franzosen zu unterbinden. Stadtamhof geriet in Brand, woran am Österreicherweg noch ein neugotisches Denkmal erinnert.
Pfaffenstein gehörte früher ebenfalls zum Kloster Emmeram. Der Ortsteil liegt am Südhang der Winzerer Höhen. Nach diesem Ortsteil benannt ist der Pfaffensteiner Tunnel, ein Autobahntunnel der Autobahn A93, der seit 1977 in Betrieb ist.

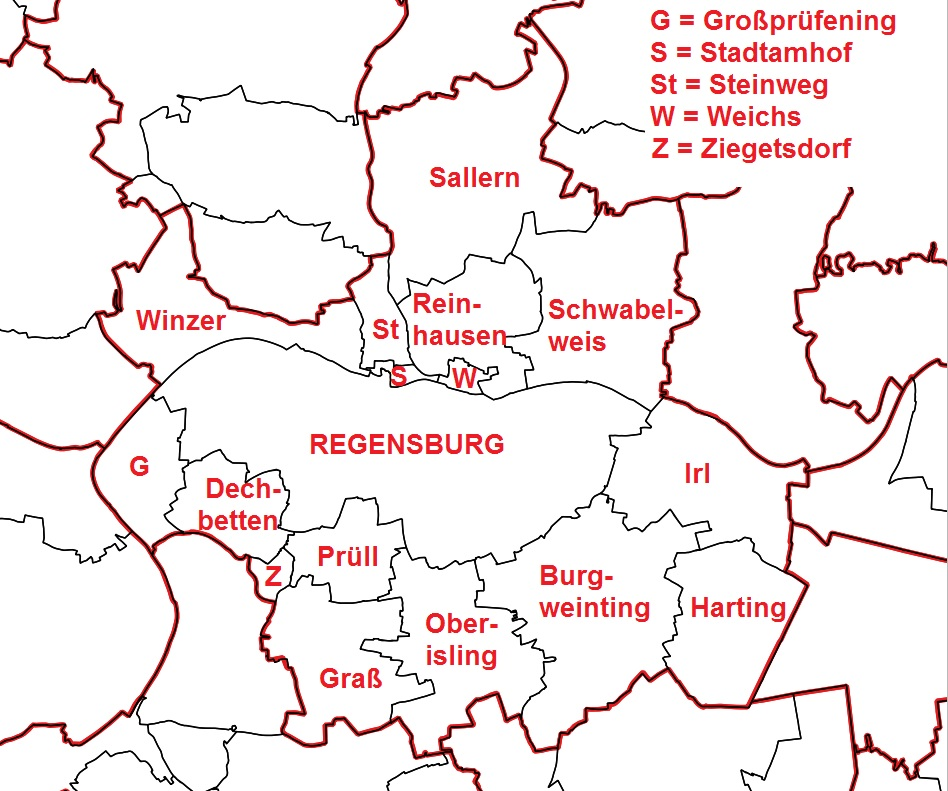
Regensburg Gemarkungen
Regensburg Stadtbezirke

## Ehemalige Walhallabahn
Steinweg war bis 1918 Haltepunkt der schmalspurigen Walhallabahn zwischen Regensburg und Wörth an der Donau.

## Söhne des Ortes
- Rudolf Maison (1854–1904), Bildhauer
- Franz Aenderl (1883–1951), Politiker der KPD und antifaschistischer Schriftsteller
- Johann Auer (1910–1989), katholischer Theologe